# Two Lucky People
Two Lucky People er en bog, skrevet af parret Milton Friedman og Rose Friedman. Det er en autobiografi omkring deres eget liv om forsøg på at ændre den offentlige mening i USA imod en retning af mere personlig frihed.
| Bog | Spire Denne artikel om bøger og tidsskrifter er en spire som bør udbygges. Du er velkommen til at hjælpe Wikipedia ved at udvide den. |